# Brughowe
Der Ort Brughowe ist eine frühneuzeitliche Wüstung im heutigen Landkreis Mecklenburgische Seenplatte im südlichen Mecklenburg-Vorpommern.

## Überliefertes
Brughowe wurde erstmals im Jahr 1343 erwähnt und befand sich nahe der alten Siedlung Wanzka am Wanzkaer See, ungefähr 6 Kilometer östlich von Neustrelitz. Die letzte Erwähnung ist aus dem Jahr 1554 bekannt, in der dieses Dorf als Einzeldorf unter dem Namen „Brauche“ verzeichnet ist. Ein Grund für die Aufgabe des Dorfes ist nicht überliefert.